# بين شابمان (لاعب كرة قدم بريطاني)
بين شابمان (بالإنجليزية: Ben Chapman)‏ هو لاعب كرة قدم بريطاني في مركز الوسط، ولد في 31 ديسمبر 1998 في أيلزبري في المملكة المتحدة. لعب مع دولويتش هاملت ونادي غيلينغهام.

## وصلات خارجية
- بين شابمان (لاعب كرة قدم بريطاني) على موقع قاعدة بيانات كرة القدم.إي يو (الإنجليزية)
- بين شابمان (لاعب كرة قدم بريطاني) على موقع Soccerbase.com (لاعب) (الإنجليزية)
- بين شابمان (لاعب كرة قدم بريطاني) على موقع Soccerway.com (الإنجليزية)